# Gamaredon
Gamaredon, également connu sous le nom Primitive Bear, UNC530, ACTINIUM, et Aqua Blizzard (par Microsoft) est un groupe APT russe actif depuis au moins 2013,.

## Motivations et fonctionnement
Le cyberespionnage semble être l’objectif principal du groupe, contrairement à la plupart des APT, Gamaredon cible largement tous les utilisateurs du monde entier (en plus de se concentrer également sur certaines victimes, en particulier les organisations ukrainiennes) et semble fournir des services à d'autres APT,. Par exemple, le groupe de menaces InvisiMole a attaqué certains systèmes que Gamaredon avait précédemment compromis et identifiés.
Le groupe utilise fréquemment des techniques de spear phishing avec des pièces jointes de code malveillant qui téléchargent des modèles distants contenant des logiciels malveillants.
Les logiciels malveillants utilisés par le groupe incluent Pterodo, PowerPunch, ObfuMerry, ObfuBerry, DilongTrash, DinoTrain, and DesertDown.

## Activités envers l'Ukraine
Le 19 janvier 2022, ils ont tenté de compromettre une entité gouvernementale occidentale en Ukraine.